# قلاب‌آرواره
قلاب‌آرواره (نام علمی: Griphognathus) نام یک سرده از زیررده شش‌ماهی است.